# Stradivarius Ex Vatican

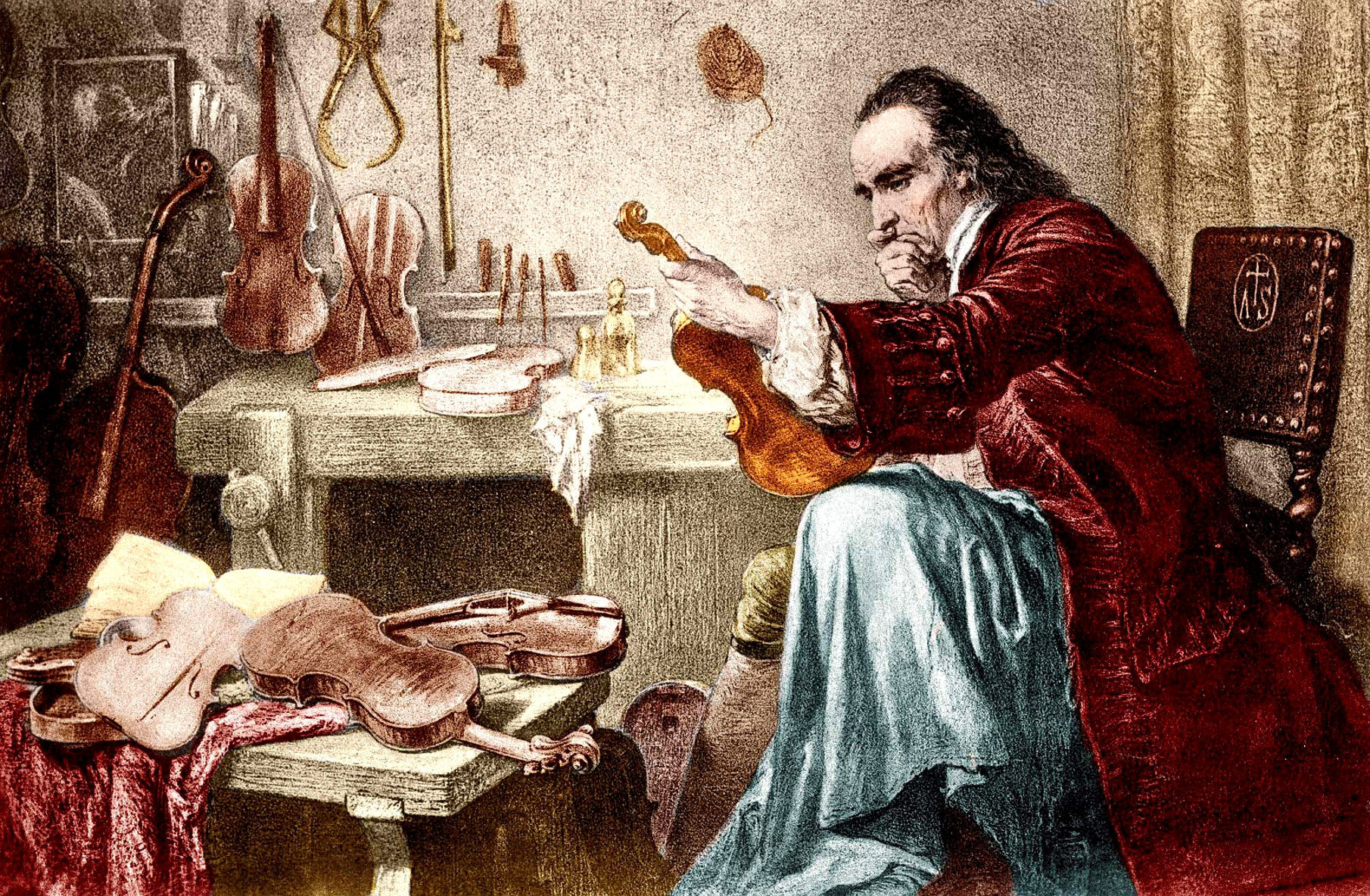
Antonio Stradivari examinant un instrument

Le Stradivarius Ex Vatican est un violoncelle créé vers 1620 par Niccolò Amati, luthier Italien et maître d'Antonio Stradivari.  L'instrument est à l'origine une viole de gambe convertie en violoncelle, par Stradivari. Il appartenait au Vatican et était utilisé pour des spectacles et des musiques ecclésiastiques, dans la Chapelle Sixtine.
Les filigranes ainsi que les peintures qui le décorent sont ajoutés, après la poursuite de la transformation de l'instrument,  au XIXe siècle, par le luthier français Georges Chanot. La table d'harmonie représente deux anges, avec un tambourin et une harpe, tandis qu'au fond de l'instrument apparaît le drapeau et la coiffe papale avec deux dauphin de style Renaissance.
Le violoncelle a appartenu au compositeur et musicien Philip Glass qui l’avait acquis pour 650 000 $ après avoir formé une société (Morel & Gradoux-Matt) de 10 actionnaires pour l'acheter. Il a été utilisé par la violoncelliste américaine Wendy Sutter, conjointe de Philip Glass. La virtuose déclarait au sujet du violoncelle « C'est comme conduire une Ferrari ».
Le violoncelle est depuis l'été 2016 en mains de la violoncelliste suisse Nadège Rochat.

## Source de la traduction
- (it) Cet article est partiellement ou en totalité issu de l’article de Wikipédia en italien intitulé « Stradivari ex Vaticano » (voir la liste des auteurs).